# Burning in the Shade
Burning in the Shade è un album dei Tygers of Pan Tang, pubblicato nel 1987.

## Tracce
1. "The First (The Only One)"
2. "Hit It"
3. "Dream Ticket"
4. "Sweet Lies"
5. "Maria"
6. "Hideaway"
7. "Open to Seduction"
8. "The Circle of the Dance"
9. "Are You There?"
10. "The Memory Fades"

## Formazione
- Jon Deverill: Voce
- Steve Lamb: Chitarra e voce
- Brian Dick: Batteria